# 長野県道202号伊那駒ヶ岳線

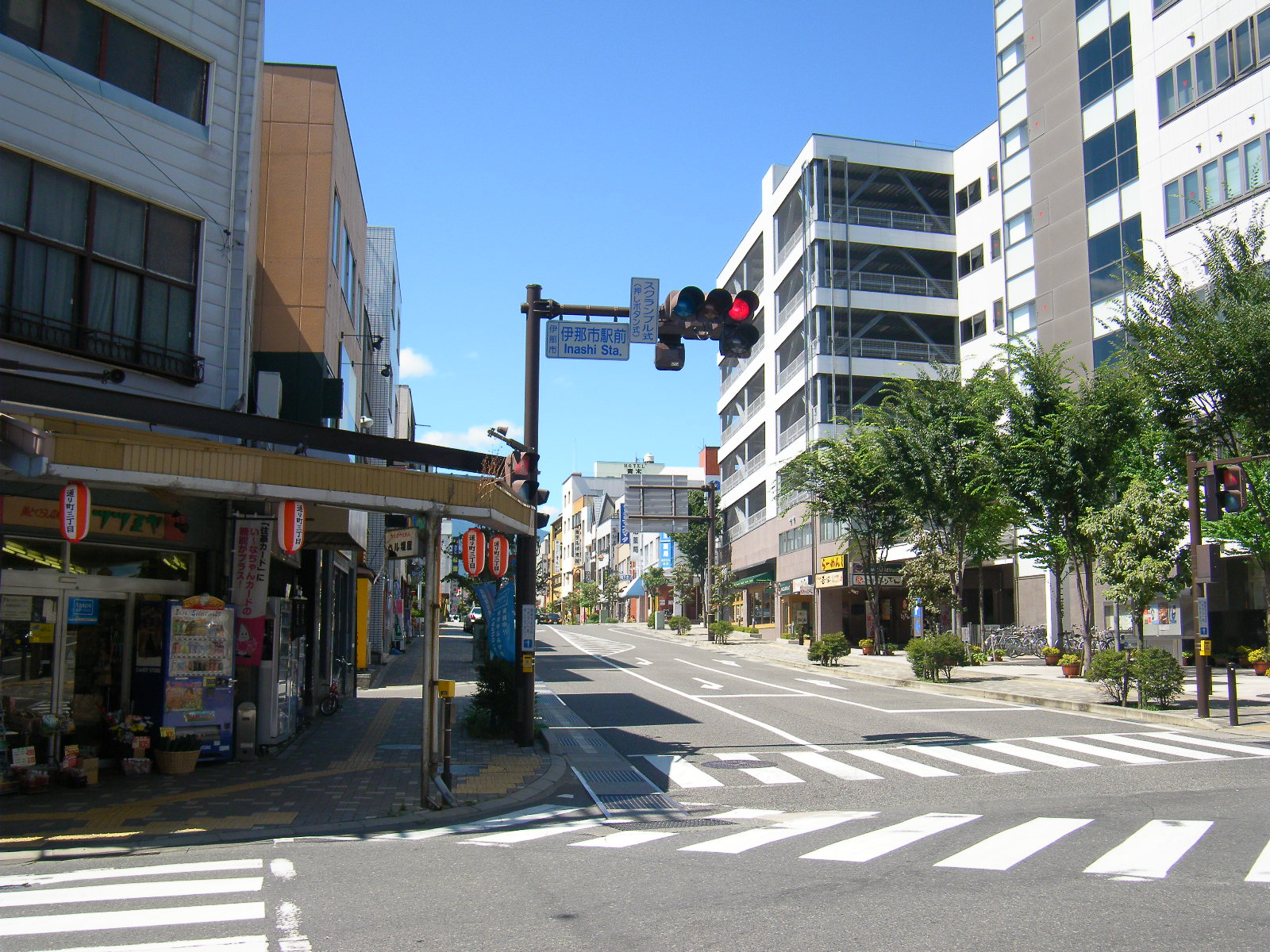
起点（伊那市駅前交差点、2009年）

長野県道202号伊那駒ヶ岳線（ながのけんどう202ごう いなこまがたけせん）は、長野県伊那市内を通る一般県道である。

## 概要
伊那市の市街中心部から西に伊那盆地を走り、途中から小黒川に沿ってその上流に遡り、木曽駒ヶ岳の北東で終わる。

### 路線データ
- 起点：伊那市荒井（伊那市駅前交差点、長野県道146号南箕輪沢渡線・長野県道208号伊那市停車場線交点）
- 終点：木曽駒ヶ岳

## 交差する道路
- 長野県道146号南箕輪沢渡線・長野県道208号伊那市停車場線（起点）
- 中央自動車道
- 伊那西部広域農道

## 周辺
- いなっせ
- 長野県伊那合同庁舎
- 長野県伊那弥生ヶ丘高等学校
- 長野県伊那文化会館
- 伊那市市民体育館
- ペアーレ伊那